# Kasteel van Villemolin
Het Kasteel van Villemolin (Frans: Château de Villemolin) is een kasteel in de Franse gemeente Anthien. Het kasteel is een beschermd historisch monument sinds 1978. Het was oorspronkelijk een versterkte residentie uit de 15e eeuw, die grotendeels werd herbouwd in de 17e eeuw. Het gebouw werd vanaf 1830 grondig gewijzigd. Het U-vormige kasteel wordt geflankeerd door drie hoektorens en wordt gecompleteerd door grote bijgebouwen en een park.